# Daniel Paraschiv
Daniel Paraschiv (Brașov, 24 de abril de 1999) es un futbolista rumano que juega en la demarcación de delantero para la Cultural y Deportiva Leonesa de la Segunda División de España, cedido por el Real Oviedo hasta final de temporada. 

## Trayectoria
Se formó en el F. C. Brașov de su ciudad natal e inició su carrera en 2018 con el CS Luceafărul Oradea. Posteriormente pasó por el Viitorul Târgu Jiu, el CFR Cluj y el F. C. Voluntari hasta llegar al FC Hermannstadt en 2022. En este último militó durante dos temporadas en las que disputó 95 partidos, en los que aportó 31 goles y 7 asistencias.
El 13 de julio de 2024 firmó por el Real Oviedo de España por tres temporadas. El la primera de ellas marcó tres goles en los 31 encuentros que jugó de la Segunda División y el 1 de agosto de 2025 fue cedido a la Cultural y Deportiva Leonesa.

## Selección nacional
Hizo su debut con la selección de fútbol de Rumania el 20 de noviembre de 2022 en un encuentro amistoso contra Moldavia que finalizó con un resultado de 0-5 a favor del combinado rumano tras los goles de Olimpiu Moruțan, Denis Drăguș, Alexandru Cicâldău, Adrián Rus y del propio Paraschiv.

### Goles internacionales
| # | Fecha                   | Estadio                            | Oponente | Gol | Resultado | Competición |
| - | ----------------------- | ---------------------------------- | -------- | --- | --------- | ----------- |
| 1 | 20 de noviembre de 2022 | Estadio Zimbru, Chisináu, Moldavia | Moldavia | 0-4 | 0-5       | Amistoso    |

## Clubes
| Club                                  | País    | Año       | Partidos | Goles |
| ------------------------------------- | ------- | --------- | -------- | ----- |
| CS Luceafărul Oradea                  | Rumania | 2018-2019 | 34       | 14    |
| ACS Viitorul Târgu Jiu                | Rumania | 2020-2021 | 31       | 14    |
| CFR Cluj                              | Rumania | 2021      | 0        | 0     |
| FC Voluntari (cedido)                 | Rumania | 2021-2022 | 12       | 1     |
| FC Hermannstadt                       | Rumania | 2022-2024 | 96       | 31    |
| Real Oviedo                           | España  | 2024-2025 | 31       | 3     |
| Cultural y Deportiva Leonesa (cedido) | España  | 2025-     |          |       |